# Déryné Vándorszíntársulat
A Déryné Vándorszíntársulat 1990-ben jött létre Kaposváron. Helyi gimnazisták, főiskolások alkotják, akik színházteremtő tevékenységükkel megjelennek a város és környéke rendezvényein, nemzeti ünnepein.

## Története
A Déryné Vándorszíntársulat elődjét, a Kaposvári Ifjúsági Színpadot 1979 alapította az akkor még fiatal tanárként, ma már dramaturgként és rendezőként dolgozó Török Tamás. A valódi „Déryné” egyesületként 1990-ben jött létre azzal a céllal, hogy a fiataloknak lehetőséget biztosítson arra, hogy szabadidejüket értelmesen töltsék el. Nevét annak köszönheti, hogy a társulatnak nem volt székhelye, vándor életmódot folytattak, akárcsak a 19. századi vándorszínészek.
A társulat „kemény magját” mindig helyi gimnazisták, főiskolások alkotják, akik színházteremtő tevékenységükkel megjelennek például Kaposvár legnívósabb nemzeti ünnepein, de a város vonzáskörében is rengeteg fellépéssel bírnak. A társulat 2003-ban 213 előadást mondhatott magáénak, mely történetében rekordnak számít. Azóta ez a szám átlag évi 98 előadásra csökkent.
A társulat vallja, hogy fontos az, hogy ott teremtsenek színházat, ahol a közönség van. Éppen ezért gyakran lépnek ugyanúgy falunapokon, mint nagy városi rendezvényeken. Az egyesület utánpótlását a társulat stúdiója biztosítja, ahonnan több jelenleg színművészetis hallgató került már ki.

## Tagok
Vannak olyan társulati tagok, akik ugyan nem léptek művészi pályára, de hétköznapjainkban mégis hasznosnak érzik az itt tanultakat. Fontos azonban elmondani, hogy a társulat egykori gimnazistái közül ma már sokaknak színházakban tapsolnak, vagy akár filmekben is láthatjuk őket:

### Színészek
Balla Eszter
1980. május 11-én született Szekszárdon. A Színház- és Filmművészeti Egyetem elvégzése után megfordult a Nemzeti Színházban, a kaposvári Csiky Gergely Színházban, az Új Színházban, a kecskeméti Katona József Színházban, állandó tagja a budapesti Madách Színháznak. Számos filmszerepben is látható volt, többek közt „dérynés” kollégája oldalán a Moszkva tér című alkotásban és a Kontrollban is.
Bartsch Kata
A Déryné Vándorszíntársulat örökös tagja 1979. november 22-én született. 2004-ben a Színház és Filmművészeti Egyetemen szerzett diplomát. Ezután a kaposvári Csiky Gergely Színház tagja lett, majd 2008-tól szabadúszóként folytatta pályáját.
Számos színházi és filmszerepet mondhat magáénak. 2008-ban a Pécsi Országos Színházi Találkozón a legjobb 30 év alatti színésznőnek választották.
Lugossy Klaudia
A Szolnoki Szigligeti Színház művésze.
Egres Katinka
1984-ben született Kaposváron, ahol 2000-től a Déryné Vándorszíntársulat tagja. 2006-ban végzett a Színház és Filmművészeti Egyetemen.
2006-tól játszott az Örkény, a debreceni Csokonai Színházban, a Játékszínben, a Nemzeti Táncszínházban és a székesfehérvári Vörösmarty Színházban.
2004-től nyolc játékfilmben szerepelt és számos színdarabban játszott. Legismertebb filmszerepei:
Megy a gőzös,
9 és fél randi.
Sziget Ágnes
A 2002-ben csatlakozott a Déryné Vándorszíntársulathoz, 2007 óta a társulat örökös tagja. Az énekesnő az X faktor színpadán is bizonyított Archiválva 2011. november 29-i dátummal a Wayback Machine-ben, ahol a legjobb 50 énekes közé jutott.
Török Anna
A társulat rendezőjének, Török Tamásnak lánya 1989. szeptember 22-én született. Kislány kora óta a Déryné Vándorszíntársulat tagja. 2008-tól 2010-ig a Budapesti Operettszínház Pesti Broadway Stúdiójának tanulója. 2010-től a Pesti Magyar Színház akadémiájának hallgatója.
Legismertebb szerepei:
Tavaszébredés -Thea, Budapesti Operettszínház,
Vámpírok bálja-Sarah, PS Produkció,
Rent-Mimi, Győri Nemzeti Színház
Karalyos Gábor
Kiss Péter Balázs Archiválva 2012. szeptember 14-i dátummal a Wayback Machine-ben
Kiss Péter Balázs fiatal kora ellenére számtalanszor megcsillogtatta már színészi tudását. Karrierjét a kaposvári Déryné Vándorszíntársulatnál kezdte, melynek örökös tagja lett. Két évig tanult színészmesterséget Kaposváron.
A fiatal színész az Új Színház nézőinek is ismerős lehet, szerepelt Molnár Ferenc: A hattyú című, háromfelvonásos vígjáték és egy zenés-táncos cselvígjáték, a Tisztújítás kisebb szerepeiben is. Láthatták még a Gózon Gyula Kamaraszínház Adáshiba című darabjában is, Imrus szerepében.
Pétertől nem áll távol a televíziózás sem, már a Barátok közt előtt is forgatott sorozatban. Eddigi egyik legnagyobb kihívásnak egy amerikai életrajzi ihletésű filmszerepét tekinti, melyet az Emmy-díjas rendezőnő és producer, Janet Tobias rendezett. A filmet (No Place on Earth) a Torontói Filmfesztiválon mutatják be először.
Reider Péter 1997-ben született, Lengyeltótiban nőtt fel. 2014-ben csatlakozott a Társulathoz. 2015-ben sikeresen felvételizett a budapesti Színház- és Filmművészeti Egyetem prózai színész szakára. Osztályfőnökei Marton László, Hegedűs D. Géza és Forgács Péter voltak. Játszott a Vígszínházban, a Pécsi Nemzeti Színházban és a Szolnoki Szigligeti Színházban, jelenleg szabadúszó színművész. A 2024-ben bemutatásra kerülő Most vagy soha! c. filmben Vajda János költő-márciusi ifjút alakítja.
Szabó Kimmel Tamás
1984. október 9-én, Dunaújvárosban született. 2007-ben végzett a Színház és Filmművészeti Egyetemen Ascher Tamás és Novák Eszter zenész osztályában. Diplomázása után először a József Attila Színház, majd 2008-ban a Nemzeti Színház tagja lett, ám számos más színházban megfordult, például „hazatért” Kaposvárra is egy szerepért.
Filmekben is láthattuk, eljátszotta a Megy a gőzös és a Made in Hungária főszerepét.
Wagner-Puskás Péter
Balázs Izolda 
Szilas Miklós
Szabó Eszter

### Énekművészek
Bellai Judit, a Bécsi Városi Opera tagja
Gál Laura, énekművész

### Médiaszemélyiségek
Futó Zsófia
Maloveczky Miklós
D. Tóth András

### Színművészeti egyetemisták
Horváth Szabolcs

### A társulat saját zenészei, zeneszerzői
Gadár Ágnes
Begovácz Dorián
Szász Csaba
Szemerei Márton

## Bemutatók
A társulat az elmúlt 20 évben számos sikeres ősbemutatót mondhat magáénak:
Ezek közül a legnagyobb szabású az Árpád-házi Szent Margit legendája című zenés történelmi játék, mely 4000 embert vonzott Kaposvár főterére.
Ezen kívül Török Tamás a Színház és Filmművészeti Egyetemen folytatott tanulmányai alatt vizsgadarabjait, majd később saját darabjait is színpadra állította a Kaposváron hagyományos Szentjakabi Nyári Esték eseménysorozat keretein belül. A közönség megcsodálhatta a Yerma, a Jancsi és Juliska, a Rózsaszínű élet, a Táncdalfesztivál és a Sej szellők… című darabokat. Kétszer a társulat örökös tagja, a színművész Karalyos Gábor rendezését is láthatta a nagyérdemű. Ilyen volt a Patália című vígjáték és a Világvégkiárusítás, melynek írója is a fiatal művész volt.
A társulat vezetője, rendezője, Török Tamás a városért végzett munkájáért és a társulatban történő tevékenységért a Magyar Köztársasági Érdemrend Lovagkeresztjével tüntették ki 2010-ben.

## Külső hivatkozások
Cikkek és oldalak, ahol szintén lehet még a Déryné Vándorszíntársulatról és tagjairól olvasni:
- Tourinform Kaposvár Hírlevél[halott link]
- Kaposváron megtörténhet a csoda Archiválva 2009. szeptember 5-i dátummal a Wayback Machine-ben
- Bartsch Kata életrajz
- Bérletet lehet váltani Archiválva 2010. április 14-i dátummal a Wayback Machine-ben
- Balla Eszter életrajz
- Lugosi Claudia életrajz
- Kaposváron tért vissza a Megy a gőzös sztárja Archiválva 2009. december 31-i dátummal a Wayback Machine-ben
- Kaposvári színész pótolja Németh Kristófot
- Szabó Kimmel Tamás életrajz
- Rockbandában zúzna a bonviván Archiválva 2009. április 29-i dátummal a Wayback Machine-ben
- Szabó Kimmel Tamás hazai pályán[halott link]
- Szabó Kimmel Tamás összefoglaló
- Nagyböjti koncertet adott Gál Laura Archiválva 2010. november 30-i dátummal a Wayback Machine-ben
- Török Anna vámpírok közt Archiválva 2010. június 26-i dátummal a Wayback Machine-ben
- Dögös bártáncosnő lett az ártatlan lányból Archiválva 2010. október 29-i dátummal a Wayback Machine-ben